# Aulnay (Aube)
Aulnay ist eine französische Gemeinde mit 110 Einwohnern (Stand: 1. Januar 2022) im Département Aube in der Region Grand Est (vor 2016: Champagne-Ardenne); sie gehört zum Arrondissement Bar-sur-Aube und zum Kanton Brienne-le-Château.

## Geographie
Aulnay liegt in der Landschaft Champagne sèche am Fluss Ravet, rund 30 Kilometer nordöstlich von Troyes. Umgeben wird Aulnay von den Nachbargemeinden Jasseines im Norden, Donnement im Nordosten, Braux im Osten, Chalette-sur-Voire im Süden, Magnicourt im Westen und Südwesten sowie Brillecourt im Westen und Nordwesten.

## Bevölkerungsentwicklung
| Jahr                       | 1962 | 1968 | 1975 | 1982 | 1990 | 1999 | 2006 | 2013 |
| Einwohner                  | 131  | 117  | 109  | 105  | 106  | 118  | 115  | 141  |
| Quellen: Cassini und INSEE |      |      |      |      |      |      |      |      |

## Sehenswürdigkeiten
- Kirche Saint-Remi aus dem 16. Jahrhundert

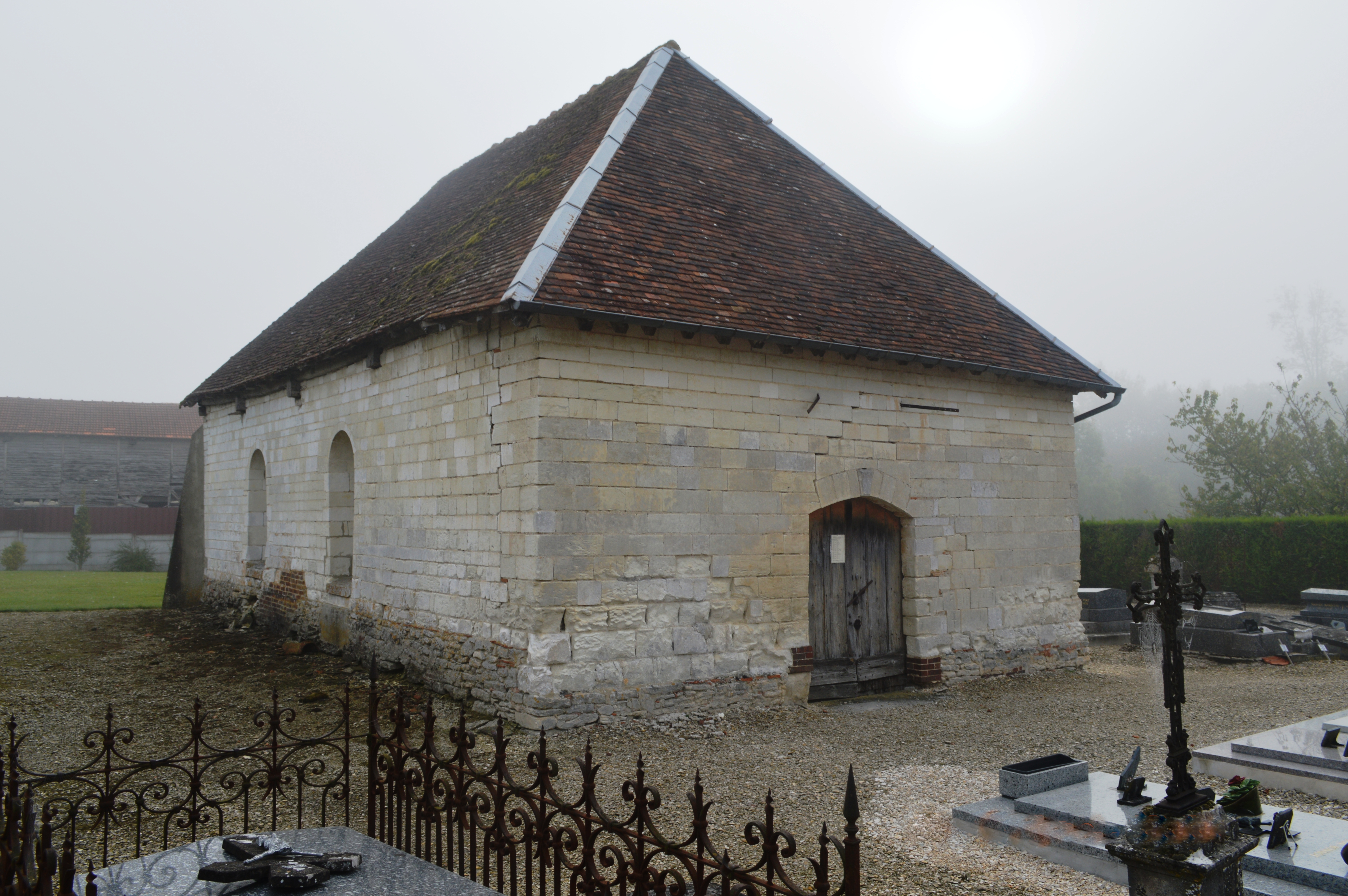
Kirche Saint-Remi